# آتش نوروزی
آتش نوروزی (به لکی: آگِر نوروزی)، مراسمی است که به صورت برافروختن آتش و جشن و پایکوبی به دور آن در آغاز زمستان و در شب چله (یلدا) توسط مردم لک برگزار می‌شود.

## ثبت در فهرست آثار ملی
مراسم آتش نوروزی در روز ۲۸ آذر ۱۳۹۷ و در آستانۀ شب یلدا به عنوان یکی از رسوم مردم لک به ثبت ملی رسید.

## برگزاری مراسم آگر نوروژی
مردم لک در شب یلدا که آن را شه‌و چله می خوانند، آتش بزرگی برپا می کنند و بر گرد آن به جشن و پایکوبی می پردازند. در باور مردم لک در شب چله که سردترین، بلندترین و تاریک‌ترین شب سال است، هوه‌ر یا مێر (خورشید یا مهر) زاده شده‌است. 

## ریشه شناسی
در گاهشمار لکی، با فرارسیدن شب چله، ماهی به نام نوروژ آغاز می‌شود و به همین دلیل آتشی که در این شب روشن می‌شود، آگر نوروژ نامیده می‌شود. 